# Naoki Hattori
Naoki Hattori (服部尚貴, né le 13 juin 1966 à Tōkyō) est un journaliste sportif et pilote automobile japonais. Il a notamment remporté le Championnat du Japon de Formule 3. Il a une très courte expérience en Formule 1 lorsqu'il fut contacté par Coloni, alors en cessation de paiements. Grâce à ses sponsors, il pilote lors des deux derniers Grand Prix de la saison 1991, sans réussir à qualifier sa voiture pour la course.

## Historique
Hattori débute en 1988 sa carrière par le championnat du Japon de Formule 3, qu'il remporte deux ans plus tard. En 1991, il remporte les 24 Heures de Spa avec David Brabham et Anders Olofsson. 
Plus tard dans l'année, l'écurie Coloni, exsangue financièrement et sans pilote à la suite du départ de Pedro Chaves, l'engage pour disputer les deux derniers Grands Prix du championnat du monde de Formule 1 1991. Pour compléter le budget de la petite écurie italienne, Hattori obtient de l'argent de la part de citoyens lambda, qui, en échange, voient leur nom inscrit sur sa monoplace. Pour sa course nationale, il ne parvient pas à se préqualifier, tournant quatorze secondes plus lentement que Mark Blundell, l'autre pilote non préqualifié pour le reste de l'épreuve. Le Japonais ne fait guère mieux en Australie, où il réalise un temps de préqualification plus lent de quatre secondes que Gabriele Tarquini, trente-et-unième et premier non préqualifié, comme le pilote Coloni.
Ne disposant plus de budget, Naoki Hattori s'engage dans le championnat japonais de Formule 3, où il obtient quelques podiums. En 1995, il participe à deux manches du championnat international de Formule 3000 avec l'écurie Auto Sport Racing, ainsi qu'aux 24 Heures du Mans au volant d'une Honda NSX, qu'il pilote avec Philippe Favre et Hideki Okada. Après avoir remporté le championnat du Japon des voitures de tourisme et terminé second de l'édition 1996 du championnat du Japon de Formule 3, il s’exile aux États-Unis où il prend part au championnat d'Indy Lights, où il réalise quelques podiums en 1998. L'année précédente, il essaie la Dome F105, une monoplace de Formule 1 conçue par Dome, qui prépare une entrée dans la discipline-reine du sport automobile, sans succès. Après une brève apparition en Champ Car l'année suivante, il retourne disputer le championnat du Japon de Formule 3 jusqu'en 2005.

## Résultats en championnat du monde de Formule 1
| Saison | Écurie            | Châssis | Moteur           | Pneus    | GP disputés | Points inscrits | Classement |
| ------ | ----------------- | ------- | ---------------- | -------- | ----------- | --------------- | ---------- |
| 1991   | Coloni Racing Srl | C4      | Ford-Cosworth V8 | Goodyear | 0           | 0               | Non classé |

## Résultats aux 24 Heures du Mans
| Année | Équipe              | no | Châssis       | Moteur   | Catégorie | Équipier                    | Tours | Résultat   |
| ----- | ------------------- | -- | ------------- | -------- | --------- | --------------------------- | ----- | ---------- |
| 1995  | Honda Motor Co. Ltd | 46 | Honda NSX GT1 | Honda V6 | GT1       | Philippe Favre Hideki Okada | 121   | Non classé |